# هيلدا دومين
هيلدا دومين (بالألمانية: Hilde Domin)‏‏ (27 يوليو 1909 في كولونيا - 22 فبراير 2006 في هايدلبرغ)؛ شاعرة، ومؤلفة، ومترجمة، وكاتِبة، وروائية من ألمانيا.

## الجوائز
- وسام الاستحقاق في ولاية شمال الراين وستفاليا
- صليب القائد لنيشان استحقاق جمهورية ألمانيا الاتحادية
- وسام الاستحقاق لبادن-فورتمبيرغ
- جائزة ولاية شمال الراين-وستفاليا  [لغات أخرى]‏
- نيشان استحقاق صليب الضباط لجمهورية ألمانيا الاتحادية
- الجائزة الأدبية لإيدا ديميل [الإنجليزية]‏
- جائزة نيلي زاكس [الإنجليزية]‏
- جائزة يعقوب واسرمان [الإنجليزية]‏
- ميدالية كارل تسوكماير  [لغات أخرى]‏

## روابط خارجية
- هيلدا دومين على موقع IMDb (الإنجليزية)
- هيلدا دومين على موقع مونزينجر (الألمانية)
- هيلدا دومين على موقع ألو سيني (الفرنسية)
- هيلدا دومين على موقع ديسكوغز (الإنجليزية)